# Rasinjärvi
Rasinjärvi är en sjö i kommunen Jämsä i landskapet Mellersta Finland i Finland. Arean är 50 hektar och strandlinjen är 6,35 kilometer lång. Sjön  ingår i Kumo älvs huvudavrinningsområde.   Den ligger omkring 73 kilometer sydväst om Jyväskylä och omkring 170 kilometer norr om Helsingfors. 